# 9321 Alexkonopliv
9321 Alexkonopliv è un asteroide della fascia principale. Scoperto nel 1989, presenta un'orbita caratterizzata da un semiasse maggiore pari a 3,1071520 UA e da un'eccentricità di 0,2613062, inclinata di 4,31756° rispetto all'eclittica.
L'asteroide è dedicato a Alex Konopliv scienziato del Jet Propulsion Laboratory.